# John McKeithen
John Julian McKeithen (28 de mayo de 1918 - 4 de junio de 1999) fue un abogado y político estadounidense que se desempeñó como el 49º gobernador de Luisiana entre 1964 y 1972.

## Primeros años de vida
McKeithen nació en Grayson, Luisiana, el 28 de mayo de 1918. Su padre era agricultor.
Estudió en el High Point College y más tarde se licenció en derecho en la Universidad Estatal de Luisiana en 1942. Sirvió en la 77 División de Infantería en el Teatro del Pacífico durante la Segunda Guerra Mundial. Después de la guerra, se instaló en Columbia, Luisiana, y abrió un bufete de abogados.

## Carrera política

### 1948–1963
McKeithen fue elegido para la Cámara de Representantes de Luisiana en 1948. El gobernador Earl K. Long lo nombró líder del bloque a pesar de su falta de experiencia y su bajo perfil. Perdió la carrera por la nominación demócrata para vicegobernador en 1952, y en 1954 fue elegido para la Comisión de Servicio Público de Luisiana.

### Primer mandato como gobernador

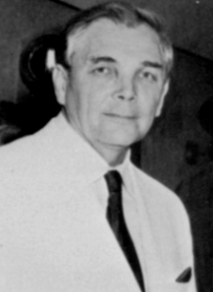
McKeithen como gobernador.

McKeithen participó en las primarias demócratas de 1963 para gobernador de Luisiana. Se presentó como un populista, lanzando anuncios publicitarios directos a la cámara con un eslogan característico: "¿No me ayudarías?". Como era típico de los demócratas sureños, se presentó como un segregacionista, insinuando que su principal rival (el alcalde de Nueva Orleans, deLesseps Story Morrison ) era un integracionista apoyado por la NAACP. McKeithen ganó la nominación demócrata, lo que en el Sur profundo en ese momento equivalía a una elección, y derrotó al candidato republicano Charlton Lyons en las elecciones generales de 1964.
El primer mandato de McKeithen vio la construcción del Superdome de Luisiana, reformas al código de ética del estado y el Movimiento por los Derechos Civiles.
Poco después de su elección, McKeithen comenzó a enviar pagos secretos a través de la Comisión de Soberanía del Estado de Luisiana a los líderes del Ku Klux Klan, en un intento de "comprar la paz" y reprimir la violencia del Klan. En un incidente, un confidente de McKeithen fue enviado a Bogalusa con $10,000 en efectivo para ser divididos equitativamente entre los líderes locales del Klan y el capítulo local de Deacons for Defense and Justice. Estos pagos de McKeithen fueron descubiertos a través de registros desclasificados del FBI en 2016, a través de la Ley de Libertad de Información.
A pesar de su candidatura como segregacionista en 1963, supervisó el comienzo de la integración escolar en Luisiana y llamó a la Guardia Nacional de Luisiana para proteger a los activistas de derechos civiles que marchaban desde Bogalusa a Baton Rouge. En un discurso ante un público negro en 1966, dijo en relación con la integración: "Sé que no me voy de este estado y no creo que ustedes se vayan tampoco. Así que tenemos que resolver nuestro problema".
McKeithen fue popular en su primer mandato y logró con éxito la aprobación de un referéndum constitucional que permitió a los gobernadores presentarse a la reelección, la primera vez que esto se permitía en Luisiana en el siglo XX. También ayudó a diseñar un referéndum para construir un estadio techado en Nueva Orleans, y su aprobación (por un margen de aproximadamente 3 a 1) fue clave para la formación del primer equipo profesional del estado, los New Orleans Saints, que comenzaron a jugar en 1967. El pronóstico inicial era de 35 millones de dólares, con financiamiento completo mediante un impuesto a hoteles y moteles del 4% en la ciudad y la vecina parroquia de Jefferson que no dependería del crédito del estado. Sin embargo, la cifra se duplicó en los años siguientes hasta el punto en que (debido a factores citados por McKeithen como la inflación y el aumento de los costos de construcción) McKeithen tuvo que firmar un contrato de arrendamiento entre el estadio (presidido por él) y el estado que vería el alquiler estatal tomar forma para compensar cualquier déficit incurrido por el estadio. El Louisiana Superdome finalmente se inauguró en 1975.

### Segundo mandato como gobernador
McKeithen derrotó al congresista John Rarick por un amplio margen en las primarias demócratas de 1967 para gobernador, y fue elegido sin oposición en las elecciones generales de 1968. Durante su segundo mandato, una serie de artículos en la revista Life afirmaron que estaba conectado con la mafia de Nueva Orleans, aunque no surgieron pruebas definitivas.

## Vida posterior y muerte
Después de completar su segundo mandato, McKeithen se retiró a su granja en Columbia, Luisiana, y continuó ejerciendo la abogacía. Dirigió una empresa de petróleo y gas y fue nombrado miembro de la Junta de Supervisores de la Universidad Estatal de Luisiana en 1983.
McKeithen se sometió a una cirugía de corazón en 1997, después de lo cual su salud se deterioró. El 4 de junio de 1999, McKeithen murió a la edad de 81 años en Columbia.